# 스티븐 나이트
스티븐 나이트(Steven Knight, CBE, 1959년 8월 5일 ~ )는 잉글랜드의 영화 각본가, 영화 감독이다.

## 작품 목록

### 영화
- 집시 우먼 (2001, 각본)
- 더티 프리티 씽 (2002, 각본)
- 어메이징 그레이스 (2006, 각본)
- 이스턴 프라미스 (2007, 각본)
- 허밍버드 (2013, 각본 및 연출)
- 프라이버시 (2013, 각본)
- 로크 (2013, 각본 및 연출)
- 로맨틱 레시피 (2014, 각본)
- 7번째 아들 (2014, 각본)
- 세기의 매치 (2014, 각본)
- 더 셰프 (2015, 각본)
- 얼라이드 (2016, 각본)
- 우먼 워크스 어헤드 (2017, 각본)
- 노벰버 크리미널즈 (2017, 각본)
- 거미줄에 걸린 소녀 (2018, 각본)
- 세레니티 (2019, 각본 및 연출)
- 락드 다운 (2021, 각본)
- 스펜서 (2021, 각본)

### 텔레비전
- 피키 블라인더스 (2013-22) - 기획, 각본, 연출, 제작
- 타부 (2017) - 기획, 각본, 제작
- 어둠의 나날 (2019-현재) - 기획, 각본, 제작
- 위대한 유산 (미정) - 각본, 제작
- 우리가 볼 수 없는 모든 빛 (미정) - 기획, 각본